# Domitila de Castro Canto y Melo
Domitíla de Castro Canto y Melo (São Paulo, 27 de diciembre de 1797 - ibídem, 3 de noviembre de 1867), fue una noble brasileña, famosa amante de Pedro I de Brasil y IV de Portugal, quien le dio el título de marquesa el 12 de octubre de 1826.

## Orígenes
Hija de Juan de Castro Canto y Melo, primer Vizconde de Castro, y de Escolástica Bonifácia de Oliveira Toledo Ribas, pertenecía a una familia tradicional de la provincia de São Paulo. Era la nieta del Coronel Carlos José Ribas y tetraneta de Simão de Toledo Piza, patriarca de la familia.
El General de Brigada Juan de Castro Canto y Melo nació en Terceira, Azores, en 1740 y murió en Río de Janeiro en 1826. Hijo de Juan Baptista do Canto y Melo y Doña Isabel Ricketts, descendía de Pedro Anes do Canto, de la isla Terceira. Fue a Portugal, donde se alistó como cadete con 15 años de edad en 1 de enero de 1768, y fue nombrado alférez el 17 de octubre de 1773. Tenía 21 años cuando fue a Río de Janeiro, y de allí a São Paulo. Fue trasladado al Regimiento de Infantería de Línea de Santos, donde fue ascendido a teniente en 1775, a asistente en 1778, a capitán y mayor en 1798 y a teniente coronel en 1815. Posteriormente, después de la relación amorosa de su hija con el emperador, fue nombrado Caballero de la Cámara Imperial y también recibió el título de Vizconde de Castro el 12 de octubre de 1825.
Eran hermanos de Domitila:
1. Juan de Castro Canto y Melo, mariscal de campo y caballero de la Cámara Imperial, que se otorgó el título de segundo vizconde de Castro en 1827.
2. José de Castro Canto y Melo, bautizado en São Paulo el 17 de octubre de 1787, General de Brigada del Ejército, Caballero de la Cámara Imperial (removido de su cargo en 1842). Caballero de la Orden de San Benito de Avis en 1824 y fue ascendido a Comandante en el mismo orden en 1827, Oficial de la Orden Imperial de la Cruz en 1827.
3. María Benedicta de Castro Canto y Melo, bautizada el 18 de diciembre de 1792 y murió el 5 de marzo de 1857, se casó con Boaventura Delfim Pereira, barón de Sorocaba, convirtiéndose en la baronesa consorte de Sorocaba. Tuvo hijos ilegítimos con Don Pedro I, el amante de su hermana.

## Primer matrimonio
A los dieciséis años de edad el 13 de enero de 1813, se casó con un oficial del segundo escuadrón del Cuerpo de Dragones de la ciudad de Ouro Preto, teniente Felicio Pinto Coelho de Mendonça (1789-1833), citado por muchos historiadores como un hombre violento que la golpeó y la violó, y de quien se divorció el 21 de mayo de 1824.
La pareja tuvo tres hijos, Francisca, Felicio y Juan (fallecido a los pocos meses, debido a que durante su embarazo, Domitila fue golpeada y apuñalada por el esposo - en 1819).

## Relación y descendencia con Pedro I
En 1822, Domitila conoció a Pedro de Alcántara (1798-1834) días antes de la proclamación de la Independencia de Brasil, el 29 de agosto de 1822. El Príncipe Regente regresaba de una visita a Santos, cuando recibió, en São Paulo, dos cartas de la Emperatriz Leolpoldina y de José Bonifacio de Andrada y Silva, quien informó sobre las decisiones de las Cortes de Portugal, en la que Pedro ya no era un regente para sólo recibir y aceptar las órdenes de Lisboa. Indignado por esta interferencia "en sus acciones como gobernante", e influenciado por los asistentes que abogaban por una ruptura con las Cortes, especialmente José Bonifacio, se decidió dividir el reino de Portugal y el Algarve.
En 1823, el emperador compró a su amante una casa ubicada en la Rua Barão de Uba (actualmente el barrio de Estácio), que fue la primera residencia de Domitila en Río de Janeiro. Más tarde en 1826 se presentó la "Casa Amarilla", que se conoce como su mansión en el número 293 de la actual Avenida D. Pedro II, cerca de Quinta da Boa Vista, donde está el Palacio de São Cristovão. Domitila se trasladó en 1826 y vivió allí hasta 1829.
El 12 de octubre de 1825 fue nombrada vizcondesa de Santos, y el 12 de octubre de 1826 se la nombró marquesa de Santos. Sus padres también se beneficiaron de la generosidad imperial, ya que su hermano Francisco fue ayudante del emperador. Se decía que sus celos había acortado la vida de la emperatriz Leopoldina, cuya ambición era ver al emperador para legitimar a sus hijos poniéndolos en pie de igualdad con los hijos legítimos. Don Pedro, sin embargo, rompió con Domitila en 1829. Se especula con que el fin de la relación se produjo debido a un escándalo protagonizado por la Marquesa de Santos y su hermana María Benedicta, la Baronesa de Sorocaba. Domitila había intentado matar a María Benedicta al saber que su hermana menor también estuvo en el lecho del emperador. Pero la principal razón de la separación fue un nuevo matrimonio de Don Pedro I con Doña Amelia de Beauharnais, Princesa y Duquesa de Leuchtenberg. Desde 1827 Don Pedro buscaba una novia de sangre noble, y su relación con Domitila y el sufrimiento causado a Leopoldina eran vistos con tal horror por las cortes europeas que varias princesas se negaron a casarse con él. Una de las cláusulas del contrato matrimonial de Amelia y Pedro estipulaba que debería alejarse para siempre de Domitila y desterrarla del imperio.
- Un hijo nacido muerto (1823).
- Isabel María de Alcântara Brasileira (1824-1898), duquesa de Goiás.
- Pedro de Alcântara Brasileiro (1825–1826), murió antes de cumplir un año.
- María Isabel de Alcântara Brasileira (1827), duquesa de Ceará, murió a los meses de nacida.
- María Isabel de Alcântara Brasileira (1830–1896), condesa de Iguaçu.

## Segundas nupcias
La marquesa se casó en segundas nupcias con el brigadier Rafael Tobias de Aguiar (1794 - 1857), 14 de junio de 1842. De esta unión nacieron cuatro hijos: Rafael Tobias de Aguiar Júnior, João Tobias de Aguiar y Castro, Antônio Francisco de Aguiar y Castro e Brasílico de Aguiar y Castro.

## Vejez
En su vejez, la Marquesa de Santos se convirtió en una dama piadosa y caritativa, tratando de ayudar a las personas sin hogar, proteger a los pobres y los hambrientos y cuidar a los pacientes y estudiantes de la Facultad de Derecho de Largo San Francisco, en el centro de la ciudad de Sao Paulo.
El solar de la Marquesa de Santos se convirtió en el centro de la alta sociedad local, animado con bailes de máscaras y veladas literarias.
Domitila de Castro Canto y Melo, la Marquesa de Santos, murió de enterocolitis y fue enterrada en el Cementerio de la Consolación, cuyos terrenos habían sido donados por ella.